# 556 (tal)
556 är det naturliga heltal som följer 555 och följs av 557.

## Matematiska egenskaper
- 556 är ett jämnt tal.
- 556 är ett sammansatt tal.
- 556 är ett defekt tal.
- 556 är ett glada tal.

## Inom vetenskapen
- 556 Phyllis, en asteroid.